# Allende Esquipulas
Allende Esquipulas är en ort i Mexiko.   Den ligger i kommunen Jitotol och delstaten Chiapas, i den sydöstra delen av landet, 700 km öster om huvudstaden Mexico City. Allende Esquipulas ligger 1 261 meter över havet och antalet invånare är 657.
Terrängen runt Allende Esquipulas är kuperad åt sydost, men åt nordväst är den bergig. Runt Allende Esquipulas är det ganska tätbefolkat, med 80 invånare per kvadratkilometer. Närmaste större samhälle är Bochil, 10,3 km sydost om Allende Esquipulas. I omgivningarna runt Allende Esquipulas växer huvudsakligen savannskog.